# 大田区
大田区（日语：／ Ōta ku */?）是日本东京都的特別区之一，位于東京都東南、正对東京湾。自古以来是捕鱼业发达的地区、大正时代以后形成小作坊的聚集地、至今形成了京滨工业地带。区内的東京国际机场（羽田机场）是東京的空中门户。
日本著名的高級住宅區田園調布的部分地區位於該區西部。

## 概要
位於東京都東南部，是東京23區內最南部。東部有羽田機場（占大田區全體面積三分之一）。前身是大森區與蒲田區，商業集中在大森站與蒲田站，行政集中在蒲田站。在東京23區中是距離都心較遠的區域，與吉祥寺、川口、松戶、市川一樣屬都心15km圏內。多摩川對岸是神奈川縣川崎市。

## 人口
| 大田區人口分布圖 |                                               |  |
| 大田區與日本全國年齡別人口分布比較圖 （2005年資料） | 大田區的年齡、男女別人口分布圖 （2005年資料） |  |
| ■紫色是大田區 ■綠色是全国 | ■藍色是男性 ■紅色是女性                       |  |
| 大田區人口變化 \| 1970年 \| 734,990人 \| \| \| 1975年 \| 691,337人 \| \| \| 1980年 \| 661,147人 \| \| \| 1985年 \| 662,814人 \| \| \| 1990年 \| 647,914人 \| \| \| 1995年 \| 636,276人 \| \| \| 2000年 \| 650,331人 \| \| \| 2005年 \| 665,674人 \| \| \| 2010年 \| 693,373人 \| \| \| 2015年 \| 717,082人 \| \| \| 2020年 \| 748,081人 \| \| |                                               |  |
| 資料來源：日本總務省統計中心提供之人口普查數據 |                                               |  |
| 1970年 | 734,990人                                     |  |
| 1975年 | 691,337人                                     |  |
| 1980年 | 661,147人                                     |  |
| 1985年 | 662,814人                                     |  |
| 1990年 | 647,914人                                     |  |
| 1995年 | 636,276人                                     |  |
| 2000年 | 650,331人                                     |  |
| 2005年 | 665,674人                                     |  |
| 2010年 | 693,373人                                     |  |
| 2015年 | 717,082人                                     |  |
| 2020年 | 748,081人                                     |  |

### 日夜間人口
2005年夜間人口（居住者）為664,027人，區外通勤者與通學生、居住者在內的區內日間人口為657,209人，是夜間人口的0.99倍。都心地區人口日比夜多，郊外的町夜比日多，大田區介於中間。

## 地理
位于东京都东南、与神奈川县隔多摩川相望、东面正对东京湾。區內大部分為平原，市區面積廣大，大樓與公寓大廈林立。
京濱運河東側是填拓地，開發為物流據點與工業園區，也設置野鳥公園、海濱公園等。
池上通西側是丘陵地，多綠地田野，民家遍布。丘陵地有臼田坂、蓬萊坂等約50座坂。地勢由東向西上升，最高點約42.5公尺。

### 面积
由于東京灣不断填埋，大田區面積不斷擴大。1967年（昭和42年）的平和島與昭和島，1972年（昭和47年）大井埠頭，1974年（昭和49年）京濱島，1978年（昭和53年）城南島等人工島陸續完成。1984年（昭和59年）開始的羽田機場填海工程在1992年（平成4年）完工後，超越世田谷区成为东京23区中面积最大的区，占東京23區總面積9.6%（同時羽田機場約占大田區總面積的三成）。總面積59.46平方公里中，0.65平方公里是公有水面。目前正與江東區爭奪中央防波堤埋立地歸屬權。

### 氣候、氣象
大田區在氣象廳的警報預報發表區域中是屬於東京地方23區西部，為柯本氣候分類法的溫帶溫暖濕潤氣候。冬季幾乎沒有降雪。區內以北風為主，羽田機場跑道在設計上也作出對應。
| 觀測年 | 年間降雨量 （mm） | 平均氣溫 （攝氏） | 平均風速 （m/s） | 最多風向 | 最低氣溫 （日、攝氏） | 最高氣溫 （日、攝氏） | 一日最大降雨量 （日、mm） |
| ------ | ----------------- | ----------------- | ---------------- | -------- | --------------------- | --------------------- | ------------------------- |
| 2001   | 1,401             | 15.8              | 5.3              | 北       | 1/15，△1.8            | 7/24，34.9            | 10/10，166                |
| 2002   | 1,364             | 16.1              | 5.5              | 北北東   | 2/11，△0.5            | 8/6，34.1             | 9/6，173                  |
| 2003   | 1,630             | 15.6              | 5.4              | 北北東   | 1/16，△2.0            | 9/13，33.7            | 8/15，172                 |
| 2004   | 1,581             | 17.0              | 5.6              | 南       | 1/23，△0.3            | 7/20，37.1            | 10/9，180                 |
| 2005   | 1,291             | 15.8              | 5.2              | 北北東   | 1/2，△1.2             | 6/28，34.6            | 8/23，98                  |
| 2006   | 1,597             | 16.0              | 5.1              | 北       | 1/24，△2.2            | 7/14，33.4            | 12/26，138                |
| 2007   | 1,259             | 16.8              | 5.3              | 南       | 2/25，0.8             | 8/16，36.5            | 10/27，83                 |

### 河流
- 多摩川
- 海老取川
- 呑川（日语：のみがわ）
- 内川

### 运河
- 京滨运河
- 平和岛运河

### 人工島
- 平和岛
- 昭和岛
- 京滨岛
- 城南岛
- 大井埠头
- 羽田机场
- 中央防波堤

### 填埋绿地
- 贵船填埋绿地
- 北前填埋绿地
- 南前填埋绿地
- 旧呑川填埋绿地

### 相邻自治体
- 北 - 品川区、目黑区、世田谷区
- 西 - 川崎市中原區、幸区
- 南 - 川崎市川崎区
- 东 - 江東區

## 历史
近世以前
- 舊石器時代 - 久原小學校內遺跡確認有人類活動。
- 繩文時代 - 大森貝塚（日语：大森貝塚）確認有人類活動。
- 彌生時代 - 山王遺跡確認有人類活動。

區的沿革
- 1889年（明治22年）5月1日、町村制施行，東京府荏原郡成立以下屬現在大田區的町村。
  - 大森村、入新井村、池上村、馬込村、調布村、羽田村、蒲田村、矢口村、六鄉村
- 1897年（明治30年）7月20日 大森村施行町制，為大森町。
- 1907年（明治40年）10月8日 羽田村施行町制，為羽田町。
- 1919年（大正8年）8月1日 入新井村施行町制，為入新井町。
- 1922年（大正11年）10月10日 蒲田村施行町制，為蒲田町。
- 1926年（大正15年）8月1日 池上村施行町制，為池上町。
- 1928年（昭和3年）
  - 1月1日 馬込村施行町制，為馬込町。
  - 2月11日 矢口村施行町制，為矢口町。
  - 4月1日六鄉村施行町制，為六鄉町，調布村施行町制，改稱東調布町。
- 1932年（昭和7年）10月1日 上述町村編入東京市，大森、入新井、池上、馬込、東調布5町域為大森區，羽田、蒲田、矢口、六鄉4町域為蒲田區。
- 1947年（昭和22年）
  - 3月15日  大森区同蒲田区合并故称为大田区。
    - 大森区的范围是现在的池上、石川町、鵜木、大森北、大森中、大森西、大森东、大森本町、大森南、大森北、上池台、北千束、北马込、北岭町、久原、山王、田园调布、田园调布本町、田园调布南、千鸟、中央、仲池上、中马込、西马込、西岭町、东马込、东岭町、东雪谷、南久原、南千束、南马込、南雪谷、雪谷大塚町。
    - 蒲田区的范围是现在的蒲田、蒲田本町、北糀谷、下丸子、新蒲田、多摩川、仲六乡、西蒲田、西糀谷、西六乡、荻中、羽田、羽田旭町、东蒲田、东糀谷、东矢口、东六乡、本羽田、南蒲田、南六乡、矢口。
    - 上述两区以外还有、京滨岛、城南岛、昭和岛、东海、羽田机场、故乡的滨边公园、平和岛、平和的森公園。
- 1966年（昭和41年） - 人口達大田區史上最高的750,412人。

### 地名由来
大田地名的由來，是大森区和蒲田区各取一个文字所合成。这个由来被广为流传，但是時常有人将其與太田（群马县太田市和茨城县常陆太田市）兩者混淆。也有人说，是因为这里曾经是江戸城主太田道灌的领地，所以使用这个区名，光从名字来看这种说法也是错误的。

## 地域
大田区在行政上分为下属地域。
- 大田北地域
  - 池上、马込、大森西、入新井、新井宿，5个特別出张所管辖地域
- 大田南地域
  - 蒲田东、蒲田西、矢口、六乡，4个特別出张所管辖地域
- 大田西地域
  - 田园调布、岭町、鹈之木、久原、雪谷、千束，6个特別出张所管辖地域
- 大田东地域
  - 大森东、糀谷、羽田，3个特別出张所管辖地域

### 町
池上、石川町、鹈之木、大森中、大森本町、大森东、大森西、大森南、大森北、蒲田、蒲田本町、上池台、北糀谷、北千束、北马込、北岭町、久原、京滨岛、山王、下丸子、城南岛、昭和岛、新蒲田、多摩川、千鸟、中央、田园调布、田园调布本町、田园调布南、东海、仲池上、中马込、仲六乡、西蒲田、西糀谷、西马込、西岭町、西六乡、萩中、羽田、羽田旭町、羽田机场、东蒲田、东糀谷、东马込、东岭町、东矢口、东雪谷、东六乡、故乡的滨边公园、平和岛、平和的森公园、本羽田、南蒲田、南久原、南千束、南马込、南雪谷、南六乡、矢口、雪谷大塚町

## 行政

### 区長
- 鈴木晶雅

### 区政府
- 从前区政府在中央二丁目、现在是大田文化森林(JR大森站徒歩约14分钟)、1998年5月10日区政府搬迁到蒲田五丁目(JR蒲田站徒步大约1分钟)。
- 现在的地址原本是桃源社在国铁清算事业中通过土地转让后所得、由于泡沫经济倒闭后、大田区用非常便宜的价格竟拍购入。

## 政治

### 国政

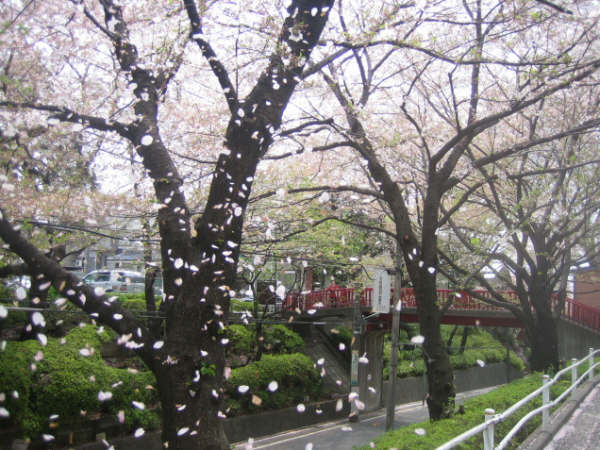
田園調布

参议院小选举区选举中属于东京3区(品川区、大田区西北部、岛屿)和东京4区(3区以外的大田区)。
最近当选的议员如下。
- 2003年11月(第43届众议院议员大选)
- 东京3区
  - 松原仁(民主)
    - 得票其次的石原宏高(自民)是东京都市长石原慎太郎的三儿子，在比例选举也落选。
- 东京4区
  - 中西一善(自民)
    - 2005年3月10日、由于犯強制猥亵罪逮捕。3月11日辞去议员职位、自民党也将其除名。

- 2005年9月(第44届众议院议员大选)
- 东京3区
  - 石原宏高(自民)
    - 得票其次的松原仁(民主)在比例选举(东京区)中当選。
- 东京4区
  - 平将明(自民)

### 都政
本区作为1个选举区。额定人数8人。最近选出的都议员如下。
- 2005年7月3日
  - 藤井一(公明)
  - 远藤守(公明)
  - 松原忠义(自民)
  - 冈崎幸夫(民主)
  - 鈴木昌雅(自民)
  - 神林茂(自民)
  - 名取宪彦(民主)
  - 可知佳代子(共産)

## 经济

### 市场
- 东京都中央卸卖市场 大田市场 - 日本规模最大的市场

### 产业
- 既有诸如佳能这样的大企业，也有中小企业的小作坊，与相邻的品川区，川崎市共同组成京滨工业地带的一部分。

### 主要公司
- アゼル - 不动产开发商。西蒲田
- アルプス電気 - 电器生产商。雪谷大塚町
- 池上通信机 - 通信器材生产商。池上
- 稻叶制作所 - 事务器材生产商。矢口
- 宇野泽组铁工所 - 压力泵生产商。下丸子
- 荏原制作所 - 泵、煤气管道等机械生产商。羽田旭町
- 学习研究社 - 以「科学」「学习」为宗旨的出版社。上池台
- 桂川电机 - 机械生产商。下丸子
- 佳能 - 照相机等精密仪器、数据处理机器的生产商。下丸子
- 世嘉 - 大型游戏机・家庭用游戏机和游戏软件开发商。羽田
- ダイシン百貨店 - 百货业。山王
- 高砂香料工业 - 香料生产商。蒲田
- テクニカル电子(从前的中央无线、2005年10月公司名称变更) - 电器生产商。大森西
- 寺冈精工 - 测量仪器，POS机生产。久原
- 电业社机械制作所 - 泵・送风机制造商。大森北
- 東横INN - 旅馆业。西蒲田
- トキメック - 精密仪器制造。南蒲田
- トリンプインターナショナル - 内衣生产。平和島
- 南梦宫 - 大型游戏机・家庭用游戏机和游戏软件开发商。矢口
- 日本机场建设 - 不动产业。羽田空港
- 哈多巴士 - 公共旅游交通。平和島
- 山一电器 - 精密机器制造。马込
- 湯澤屋 - 手工艺制品贩卖。西蒲田
- 理光 - 中马込
- 和民 - 餐饮业连锁店。羽田
- アットホーム - 不动产信息服务业。西六乡
- アーク引越センター - 搬场公司。本羽田
- ディスコ - 半导体打磨。大森北
- メリーチョコレートカムパニー - 食品生产。大森西

#### 存在过的事务所
- 大庄 - 餐饮业连锁店。以前在公司在大森北、现在搬到品川区南大井。
- 新潟铁工所 - 蒲田。2001年倒闭。
- 日本IBM - 原本在千鸟有工厂(千鸟町工厂)80年代关闭。
- 三井精机工业 - 机械制造商。以前在下丸子、现在搬到埼玉县比企郡。
- ユニオンツール - 精密机械制造。现在搬到品川区南大井

## 自治体交流

### 国内
- 东御市(长野县)
  - 1996年(平成8)9月20日建立友好都市关系

### 海外
- 塞勒姆(美国马萨诸塞州)
  - 1991年(平成3)11月18日建立姊妹都市关系
- 北京市朝阳区(中华人民共和国)
  - 1998年(平成10)9月21日建立姊妹都市关系

## 交通

### 航空
- 東京國際機場（羽田機場）

區內臨海部分設有日本國內最大型的東京國際機場（羽田機場）。

### 鐵路
蒲田地域的鐵路網發達，大森地域的鐵路呈放射狀（南北方向）行走。
東日本旅客鐵道（JR東日本）
- 京濱東北線：大森站 - 蒲田站

京濱急行電鐵
- 本線：平和島站 - 大森町站 - 梅屋敷站 - 京急蒲田站 - 雜色站 - 六鄉土手站
- 機場線：京急蒲田站 - 糀谷站 - 大鳥居站 - 穴守稻荷站 - 天空橋站 - 羽田機場第3航站樓站 - 羽田機場第1、第2航站樓站
  - 全線都位於區內，但許多列車途經京急蒲田站直通運行至本線。
  - 2010年羽田機場國際線航站樓大樓開放使用時設置新站。

東急電鐵
- 東橫線：田園調布站 - 多摩川站
- 池上線：長原站 - 洗足池站 - 石川台站 - 雪谷大塚站 - 御嶽山站 - 久原站 - 千鳥町站 - 池上站 - 蓮沼站 - 蒲田站
- 東急多摩川線：多摩川站 - 沼部站 - 鵜之木站 - 下丸子站 - 武藏新田站 - 矢口渡站 - 蒲田站
  - 全線都位於區內。
- 大井町線：大岡山站 - 北千束站
- 目黑線：大岡山站 - （世田谷區） - 田園調布站 - 多摩川站
  - 大岡山站 - 田園調布站間的奥澤站位於世田谷區內。另外大岡山站位於該區，但採用自目黑區地名，站內也有部分位於該區。

東京單軌電車
- 東京單軌電車羽田機場線：流通中心站 - 昭和島站 - 整備場站 - 天空橋站 - 羽田機場第3航站樓站 - 新整備場站 - 羽田機場第1航站樓站 - 羽田機場第2航站樓站
  - 昭和島設有東京單軌電車羽田機場線的車輛基地。
  - 2010年羽田機場國際線航站樓大樓開始使用時設置新站。

東京都交通局（都營地下鐵）
- 淺草線：馬込站 - 西馬込站
  - 南馬込設有淺草線的車輛基地（馬込車輛檢修場）（日语：馬込車両検修場）。西馬込站至地面成為高架線，在國道1號池上二丁目交差點附近折返入庫。

通過區內的路線
東日本旅客鐵道
- 東海道線（上野東京線）
- 東海道貨物線（品鶴線路線）
  - 橫須賀線
  - 湘南新宿線（※該區內與東海道新幹線並行。）
- 東海道貨物線（東京貨物總站 - 川崎貨物站路線）

沒有定期運行的一般營業旅客列車（區域內沒有車站）。東京貨物總站起的軌道在東京港野鳥公園附近潛入地下。區域位於地面部分僅數百公尺。途經城南島正下方、羽田空港一丁目正下的河底隧道越過多摩川到達川崎貨物站。

#### 廢線、廢站
- 廢線
  - 大森支線（日语：京浜電気鉄道大森支線）（JR京濱東北線大森站 - 京急本線大森海岸站）
  - 舊蒲蒲短絡線（JR東海道本線 - 京急機場線）
  - 三菱日本重工業東京製作所專用線（JR品鶴線丸子信號場（日语：丸子信号場） - 三菱日本重工業東京製作所構內）
  - 矢口發電所專用線（JR京濱東北線蒲田站 - 矢口發電所構內）
- 廢站
  - 出村站（日语：出村駅）（京急本線）
  - 道塚站（日语：道塚駅）（東急目蒲線，現在的東急多摩川線） - 1936年（昭和11年）站名由本門寺道站改為道塚站

#### 「蒲蒲线」
区政府在进行蒲蒲线（東急蒲田站同京急蒲田站联接）的早期规划和准备。并且区政府大厦西面预留了车站建设的空间。
蒲蒲线是联接相距700米的東急蒲田站與京急蒲田站的路线，對前往羽田機場的旅客起到很大的方便作用。现在提出东急多摩川线矢口渡～蒲田站(地下)和蒲田站(地下)～大鸟居站的计划、这样就能使东急多摩川线・京急空港线互通运行。

### 巴士
- 京濱急行巴士
- 羽田京急巴士
- 东急巴士
- 东京空港交通
- 都营巴士
- 鳩巴士本社(平和岛)

### 道路

#### 首都高速
- 首都高速道路1号羽田线
- 首都高速道路湾岸线

#### 一般国道
- 国道1号(第二京滨)
- 国道15号(第一京滨)
- 国道131号
- 国道357号

#### 都道
- 东京都道・神奈川县道2号东京丸子横滨线(中原街道)
- 东京都道・神奈川县道6号东京大师横滨线(产业道路)
- 东京都道316号日本桥芝浦大森线(海岸通り)
- 东京都道421号东品川下丸子线(池上通り)
- 东京都道318号环状七号线(环七通り)
- 东京都道311号环状八号线(环八通り)
- 东京都道11号大田调布线(多摩堤通り)

#### 区道
- 辅助27号(泽田・东邦医大通り)

## 教育

### 特色
区内有9所区立幼儿园，由于财政拮据2008年度末将全部关闭。
关闭后将设立「幼儿教育中心」、对保育园和私立幼儿园的教职员工进行培训。

### 小学
区立
| - 入新井第一小学校 - 入新井第二小学校 - 山王小学校(旧入新井第三小学校 ) - 入新井第四小学校 - 入新井第五小学校 - 大森第一小学校 - 开桜小学校(大森第二小学校和大森第六小学校合并) - 大森第三小学校 - 大森第四小学校 - 大森第五小学校 - 大森东小学校 - 中富小学校 - 马込小学校 - 马込第二小学校 - 马込第三小学校 - 梅田小学校 - 池上小学校 - 池上第二小学校 - 徳持小学校 - 东调布第一小学校 - 田园调布小学校 - 调布大塚小学校 - 东调布第三小学校 - 岭町小学校 - 千鸟小学校 - 久原小学校 - 松仙小学校 - 池雪小学校 - 小池小学校 - 雪谷小学校 - 洗足池小学校 | - 赤松小学校 - 清水窪小学校 - 糀谷小学校 - 东糀谷小学校 - 北糀谷小学校 - 羽田小学校 - 都南小学校 - 羽田旭小学校(关闭) - 萩中小学校 - 中萩中小学校 - 出云小学校 - 六乡小学校 - 西六乡小学校 - 高田小学校 - 仲六乡小学校 - 志茂田小学校 - 东六乡小学校 - 南六乡小学校 - 矢口小学校 - 矢口西小学校 - 多摩川小学校 - 相生小学校 - 矢口东小学校 - 女塚小学校 - 道塚小学校 - 莲沼小学校 - 蒲田小学校 - 南蒲小学校 - 新宿小学校 - 北蒲小学校 - 东蒲小学校 |

### 中学校
区立
| - 大森第一中学校(大森南) - 大森第二中学校(大森北) - 大森第三中学校(中央) - 大森第四中学校(池上) - 大森第六中学校(南千束) - 大森第七中学校(久原) - 大森第八中学校(大森西) - 大森第十中学校(仲池上) - 大森东中学校(大森东) - 田园调布中学校(田园调布) | - 石川台中学校(石川町) - 贝塚中学校(中马込) - 东调布中学校(田园调布南) - 马込中学校(西马込) - 马込东中学校(南马込) - 御园中学校(西蒲田) - 安方中学校(东矢口) - 雪谷中学校(南雪谷) - 矢口中学校(下丸子) - 莲沼中学校(西蒲田) | - 蒲田中学校(蒲田) - 志茂田中学校(西六乡) - 六乡中学校(仲六乡) - 南六乡中学校(南六乡) - 东蒲中学校(东蒲田) - 糀谷中学校(西糀谷) - 出云中学校(本羽田) - 羽田中学校(东糀谷) |

### 高等学校
- 都立
  - 大森高等学校(西蒲田)
  - 蒲田高等学校(蒲田本町)
  - 田园调布高等学校(田园调布南)
  - 南高等学校(中马込)- 2005年3月关闭。
  - 雪谷高等学校(久原)
  - 羽田工业高校(东六乡) - 2008年3月关闭。
  - 羽田工业高等学校(本羽田)
  - 翼综合高等学校(本羽田)
  - 六乡工科高等学校(东六乡) - 2004年作为单位制高中开校。
  - 美原高等学校 - 2005年开校。使用2004年3月に关闭的大森东高等学校的旧址。

- 私立
  - 蒲田女子高等学校(本羽田)
  - 东京高等学校(鹈の木)
  - 东京实业高等学校(西蒲田)
  - 日体荏原高等学校(池上)
  - 大森工业高等学校(大森西) - 2005年更名为大森学园高等学校。

### 大学
- 东邦大学 - 本部・医学部(医学科・看护学科)・大学院医学研究科

- 航空保安大学校 - 靠近羽田机场。国土交通省管理的管制官的培训机关。

- 东京工业大学 - 大冈山校区。在目黒区也有部分校区。

### 専修学校
- 日本工学院専門学校(西蒲田)

## 设施

### 公园
- しばざくらきんたろう公园
- 大井埠头中央海滨公园
- 入新井西儿童交通公园
- 京滨岛翼公园
- 西六乡公園(轮胎公园)
- 平和森公园
- 平和岛公园
- 池上本门寺公园
- 森崎公园
- 多摩川台公园
- 大森故乡滨边公园

### 体育施設
- 大田区体育馆
- 大田体育场
- 巨人军多摩川练习场(现在由区政府管理)

### 博物馆・美术馆
- 大田文化森林 - 从前的区政府旧址
- 大田区多摩川台公园古坟展示室
- 大田区立乡土博物馆
- 大田区立山王会馆
  - (1楼)马込文士村资料展示室：展示战前大田区住在马込附近的作家・文人的资料。
- (区立)龙子纪念馆・龙子公园(川端龙子画伯旧宅和画室庭园)
  - 展示日本画家川端龙子的作品、隔壁的旧宅和庭也对外开放。池上本门寺大堂天井立、有龙子没有完成的遺作「龙」。
- (区立)熊谷恒子纪念馆
  - 现代最有名的女性书法家、皇太子妃的书法老师熊谷女士旧宅。
- (区立)山王草堂纪念馆(苏峰公园)
  - 德富苏峰旧宅。
- 昭和生活博物馆
- 赤毛のアン纪念馆・村冈花子文库
  - 翻译赤毛のアン的村冈花子女士的纪念馆。

### 温泉
- 平和岛温泉

### 医院
- 大森日赤医院
- 东邦医大医院
- 东京都立荏原医院

### 競技场
- 平和岛竞艇场 - 举行SG等比赛。

### 下水道処理场
- 东京都下水道局森崎下水処理中心

## 地域广播

### 有线电视
- 大田有线网(JCN大田) - 1997年开播、主要服务于第二京滨东侧
- イッツ・コミュニケーションズ(旧东急有线电视) - 1989年开播、主要服务于第二京滨西侧

## 观光

### 景点・史迹
- 池上本门寺
  - 弘安5年(1282年)10月13日，日莲上人在此圆寂，终年61岁，于是地主按法华经字数(69,384字)捐赠了周围约7万坪的土地建造了这所寺院，现在是日莲宗的本山之一。寺内的五重塔是为了祈愿德川幕府第2代将军德川秀忠病体康复于文禄2年1593年所建。是关东现存幕府时期所建造的4座五重塔里最古老的一座。
- 池上梅园
  - 在池上本门寺西面，是观梅的好去处，亭主小仓氏去世后，应遗属要求将这块土地捐献给公众
- 大森贝塚
  - 绳文时代的古人类遗迹，是日本现代考古发祥地，1877年(明治10年)6月、美国动物学家从横滨乘火车去新桥途中偶然看到路边露出的贝壳，于是发现
- 多摩川台古坟群
  - 田园调布多摩川丘陵地区发现的，公元4世纪的古坟群
- 洗足池
  - 江户近郊的名胜之一，相传日莲上人曾在此洗足，故此得名，池边有日莲上人悬挂袈裟的挂衣松，池东有胜海舟夫妇墓和胜海舟为悼念西乡隆盛所立"西乡隆盛留魂碑"
- 磨墨塚
  - 宇治川之战的前锋梶原景季爱马的墓。此马传说是在马込所产。
- 马込文士村
  - 大正，昭和时期很多文人和艺术家住在南马込，中央，山王一带，是文化人的聚居地。
- 新井宿义民六人众之墓(善庆寺)
  - 不满领主木原重弘的苛捐重赋、饱受旱涝灾害的新井宿村6名村人延宝4年(1676)12月28日由于企图向幕府请愿而被捕处决。之后由于领主怕6人鬼魂作祟，减少了一半年贡。池上通り附近的善庆寺参道入口有「新井宿义民六人众灵地参道」的大灯笼。
- 日本帝国手枪射击协会之碑(大森射击场旧址)
  - 位于大田区山王二丁目24番12号。1899年(明治32)、明治天皇の御赐金200日元为基金，在东京府荏原郡大森村购入土地于此成立日本帝国手枪射击协会。内有会员家族专用网球场。由于周围住宅增多1937年(昭和12)射击场搬至神奈川县鶴见得北寺尾。土地3分之2转卖、只剩下网球场。现在是大森网球俱乐部。
- 三岛由纪夫故居
  - 1958年所建维多利亚风格的建筑，故居门口至今仍然挂着｢三岛由纪夫｣的标牌。
- 矢口渡口遗迹
  - 1358年(正平13年/延文3年)、据说是南朝的新田义兴在渡河途中被谋杀的地点。位于多摩川大桥上游，昭和24年被废弃、大田区教育委员会设有标示板。附近有祭祀新田义兴的新田神社(大田区矢口一丁目21番23号)。据说与新田义兴一起被杀的家臣由良兵库助的遗骸漂流到现在的东急二子玉川站附近、周围的居民将其安葬在这里，现在是兵库岛公园(东京都世田谷区玉川三丁目2番1号 )。
- 梅屋敷
  - 天庆6年，蒲田的豪族蒲田杵太郎同平良文的女儿「梅姫」結婚,从京都和其他地方引植了很多梅花，因此繁盛
- 松竹映画蒲田摄影所
  - 大正9年(1920年)到昭和11年(1936年)，蒲田5丁目是著名的松竹映画的外景场地

### 节日
- 子ども流鏑馬(1月)
- 梅まつり(2月)
- 祢宜(ねぎ)の舞(4月)
- 羽田水神祭(5月)
- 子ども獅子舞(6月)
- 春日神社祭り(6月)
- 水止舞(7月)
- 平和都市宣言纪念「花火の祭典」(8月)
- 池上本门寺お会式(10月11日～13日)
- OTAふれあいフェスタ(10月)

## 著名人物
无特殊注释指在这里出生的人。

### 文化
- 鷺泽萠 - 作家
- 矢口高雄 - 漫画家。笔名是因为住在矢口渡。
- 押井守 - 动画作家
- 细野不二彦 - 漫画家
- 松村雄策 - 音乐评论家

### 演艺界
- 浅野温子 -　演员
- 及川光博 - 歌手、演员
- 大田クルー - 热爱大田区组成的演唱组。
- 片桐はいり - 演员
- 桑野信义 - 歌手、明星
- GONGON - 歌手、演唱组B-DASH。
- 佐藤夕美子 - 演员
- シェリー - 明星
- 品川祐 - 相声演员(品川庄司)
- 庄司智春 - 相声演员(品川庄司)
- Shen(シェン) - 歌手、「Def Tech」
- 铃木圣美 - 歌手
- 铃木保奈美 - 电视剧东京爱情故事的女主角赤名莉香的扮演者。
- 铃木雅之 - 歌手
- 田代まさし - 元明星
- 田中秀幸 - 配音演员
- 谷启 - 音乐制作
- 鹤田浩二 - 演员。已故。
- 長山洋子 - 演歌歌手
- 野关たみこ - 元明星
- 林宽子 - 明星
- 福田明日香 - 「早安少女组」初期成员
- 松坂庆子 - 演员
- 松本伊代 - 明星
- 三浦友理枝　-　钢琴家
- 南佳孝 - 音乐家
- 森田健作 - 演员、政治家
- 山冈久乃 - 演员。已故。
- 山田康雄 - 配音演员。已故。
- 渡辺满里奈 - 明星
- 山下翔央-Ya-Ya-yah
- 山下莉央-山下翔央的弟弟
- 矢野沙织-萨克斯吹奏家
- 中森明菜—歌手

### 实业界
- 折口雅博 - グッドウィル・グループラディア・ホールディングス创业者

### 体育界
- 石井丈裕 - 元职业棒球选手(西武狮)
- 长岛一茂 - 元职业棒球选手(东京养乐多燕子，读卖巨人)
- 山本昌 - 职业棒球选手(中日龙)
- 铃木庆裕 - 元职业棒球选手(北海道日本火腿斗士，福冈软件银行鹰)
- 副岛孔太 - 元职业棒球选手(东京养乐多燕子)
- 木村文和 - 职业棒球选手(西武狮)
- 佐藤贤治 - 职业棒球选手(千叶罗德海洋)
- 徳山昌守 - 职业拳击手
- 竹原慎二 - 元职业拳击WBA世界中量级拳王
- 福原美和 - 花样滑冰选手、教练
- 安田忠夫 -　职业摔跤

### 播音员
- 芦泽诚－朝日放送
- 上田刚彦 - 朝日放送
- 林正浩 - TBS
- 长岛三奈 - 朝日電視台
- 吉川精一 - 元NHK

### 其他
- 相泽忠洋 - 考古学家
- 池田大作 - 宗教家
- 島田ばく - 儿童文学作家

## 将大田区作为舞台的作品

### 小说
- 蒲田进行曲 - つかこうへいの小説。以蒲田的松竹摄制所为背景。1982年。
- 砂之器 - 国铁蒲田編組場(现JR东日本蒲田电车区)、蒲田警察署等。
- レディ・ジョーカー - 大森警察署、蒲田警察署、羽田等。
- イッツ・オンリー・トーク - 丝山秋子的小説。描写蒲田。

### 音乐
- 大田区よいとこ一度はおいでチョイナチョイナ - (大田クルー,2004/11/24ポニーキャニオン,PCCA-70099)
- 大田区でプロポーズ - (テツandトモ,2003/11/19ポニーキャニオン,PCCA-70057)

### 漫画
- 巨人之星 - 巨人军多摩川练习场。
- 750ライダー - 石井いさみ的青春漫画。ガス桥。
- ビッグウィング - 羽田机场。TBS拍摄。
- ぱにぽに(ぱにぽにだっしゅ！・まろまゆ) - 氷川へきるのギャグ漫画。以私立高校「桃月学园」为中心的「桃月」街为主舞台。
- キン肉マンキン肉マンII世キン肉マンII世～オール超人大進撃～里的キン肉スグル(II世の場合キン肉万太郎)是住在大田区田园调布的公園(II世是美张利公园)。
- モンキーターン - 平和岛竞艇场。
- おぼっちゃまくん - 田园调布。

### 动画
- 星合之空 - 以大田区南六乡及周边区域为主要舞台的原创动画，剧中六乡水门作为标志性场景多次出现

### 电视剧
- スチュワーデス物語 - 堀ちえみ主演电视剧。羽田训练场。
- GOOD LUCK!!! - 羽田训练场。
- こちら本池上署 - 池上。
- はいすくーる落書 - 蒲田。
- 平成夫婦茶碗 - 大田区。
- 一番大切な人は誰ですか? - 电视剧里的「鸭下町」是在雪谷大塚・石川台商店街拍摄。
- 見にくいアヒルの子 -　梅屋敷商店街。
- 沙器 -  讲述蒲田站附近发生的杀人事件。
- 正义的同伙 - 在大森东摄制。
- 电车男
- ATTENTION PLEASE - 羽田机场。

### 电影
- キネマの天地(1986年) - 松竹キネマ蒲田摄影所。松竹大船摄影所50周年記念作品。
- 初恋-　蒲田站，京急蒲田站附近拍摄。田中丽奈主演。
- やわらかい生活(2006年)-　蒲田站西口。

## 关联项目
- 大森
- 蒲田
- 田园调布
- 羽田

## 備註
1. ↑  東京都編集『東京都の昼間人口2005』平成20年発行130,131ページ　國 勢調査では年齢不詳のものが東京都だけで16万人いる。上のグラフには年齢不詳のものを含め、昼夜間人口に関しては年齢不詳の人物は数字に入っていないの で数字の間に誤差は生じる